# 橡树饭店
36°3′48.6″N 120°19′5″E / 36.063500°N 120.31806°E
橡树饭店旧址位于中国山东省青岛市市南区莒县路4号，建于1900-1901年，最初为德商贝尔曼所有，后曾为橡树饭店、普绍尔啤酒餐厅，现为市南区一般不可移动文物。

## 历史

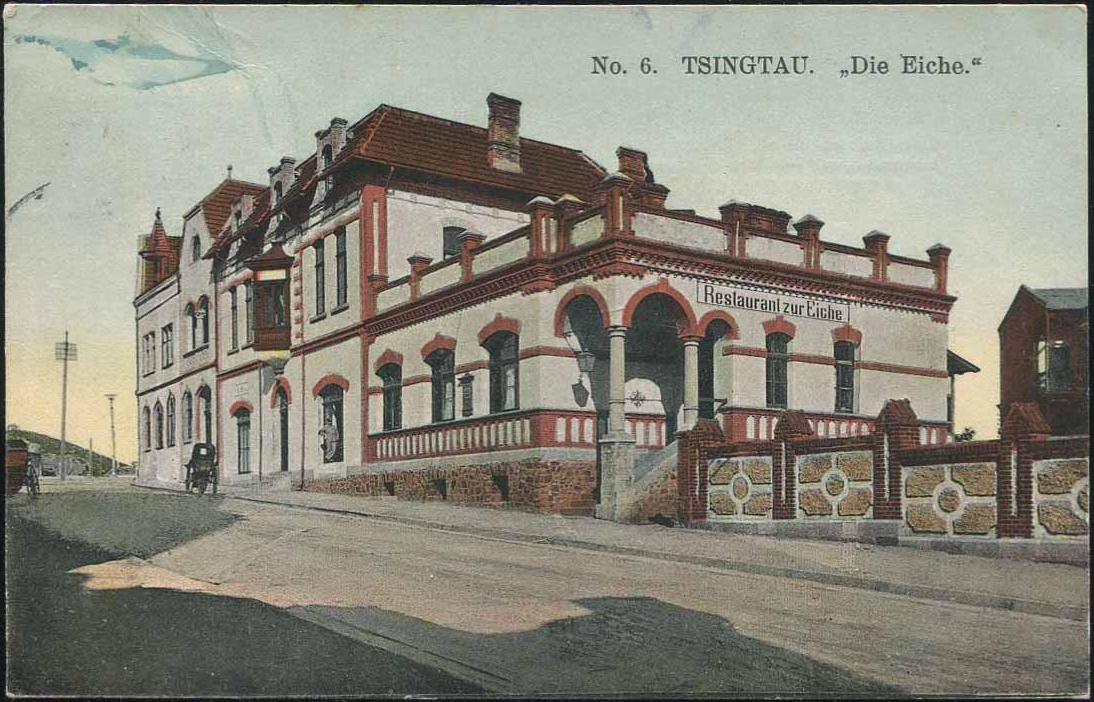
橡树饭店原貌旧明信片，1900年代，最左侧为毛利公司

莒县路4号建于1900-1901年，最初为德国建筑商约瑟夫·贝尔曼（德語：Joseph Beermann）建造的公寓。据记载，贝尔曼在青岛开设大丰洋行，主要经营建筑、砖瓦制造、机械制造修理、木工等，行址位于北京街（Pekingstraße，今北京路）。贝尔曼1902至1903年居住在提尔皮茨街（Tirpitzstraße，今莒县路）的这座公寓中，后迁居他处，1907年以后其住址及大丰洋行行址均位于崂山街（Lauschanstraße），即今安徽路30号址。
约1902年，贝尔曼将其公寓西南侧增筑的平房出租给保罗·穆勒（Paul Müller），后者在此开设了橡树饭店（Restaurant zur Eiche，又译“橡树餐厅”）。据1906年版《青岛及近郊指南》（Führer durch Tsingtau und Umgebung）介绍：“德国橡树饭店位于提尔皮茨街，有餐厅、台球房、俱乐部和9间客房，公寓价每人每天4银圆，双人6银圆；每人每月90银圆，双人120银圆；长期则有优惠价。”
1908年，保罗·达克塞尔（Paul Dachsel）买下橡树饭店，并将其改名为“普绍尔啤酒餐厅”（Restaurant zum Pschorrbräu）。1911年，达克塞尔新建的侯爵饭店开业，达克塞尔遂将普绍尔啤酒餐厅卖给格奥尔格·瓦瑟曼（Georg Wassermann）。约1913年，普绍尔啤酒餐厅被卖给路易斯·巴瑟（Louis Basse），1914年，巴瑟将餐厅改回“橡树饭店”（Hotel-Restaurant zur Eiche）之名。1914年11月日军占领青岛后，巴瑟被日军俘虏，该楼其后用途不详。
据学者鲁海称该建筑1930年代曾为志波医院，院长为日本人志波叙逸。1945至1949年间，该楼曾为青岛市卫生局所在地，局长为前青岛市立医院院长郭致文。该楼现为民居。2009年7月27日，该建筑以“莒县路4号丙”之名列入市南区未核定为文物保护单位的不可移动文物（一般不可移动文物）名录。

## 建筑特色
橡树饭店平面呈矩形，楼体与街道平行。初建时由东西两部分组成错层式建筑，东半部分高2层附设阁楼，正立面为对称式，主入口位于一楼中央，左右两侧各开一处券窗，二层中央凸出三角形挑窗，两侧各开两处窄窗，屋顶为红瓦蒙莎屋顶。西半部分楼高1层附设地下室，屋顶为露台，主入口位于西侧，以两根圆柱支撑形成券式门廊。建筑整体外墙为粉墙，门楣、窗眉、转角、檐口等处以红砖线脚装饰。因增筑改造，该建筑原貌与现貌差别较大。